# Couvent des Capucins de Sarrià
Pour les articles homonymes, voir Couvent des Capucins.
Les Caputxins de Sarrià (Capucins de Sarrià) sont une communauté des Capucins qui était installée à Barcelone en 1578 après une demande du Consell de Cent (organe du gouvernement de la cité de Barcelone), contre la volonté du roi Philippe II.

## Histoire

### Commencements

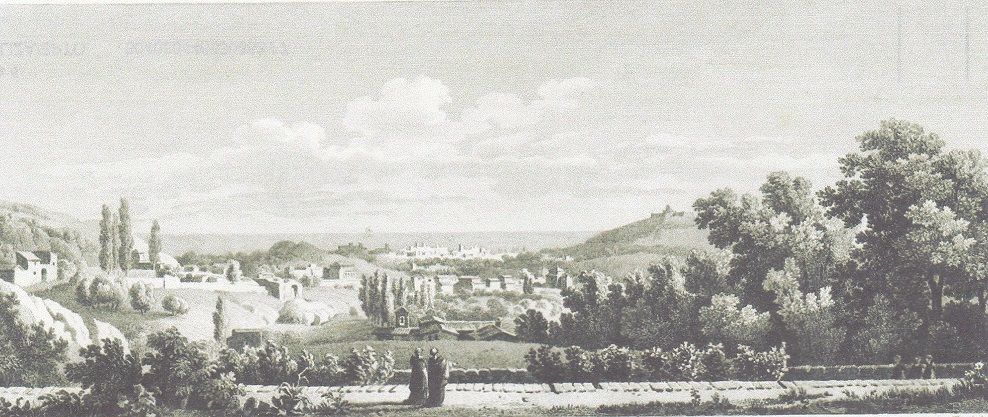
Vue de Barcelone du couvent des capucins au Désert de Sarrià

Après une demande du Consell de Cent (organe du gouvernement de la cité de Barcelone) en 1578, des Capuchins de l'Italie vinrent, que s'installèrent de façon provisoire à l'ermitage de Santa Madrona de Montjuïc. Après une brève période là-bas, ils étaient pendant une autre courte période en Sant Gervasi de Cassoles, mais déjà le premier an les frères sont allés vers un autre lieu nommé le Désert de Sarrià, où il y avait l'ermitage de Sainte Eulalie. Cet ermitage avait été bâti au XVe siècle au lieu connu comme "Le Désert de Sarrià", où on croyait que cette martyre barcelonnaise avait née et vécue. Dans ce contexte désert signifie lieu inhabité. Ainsi donc, déjà en 1578, le lieu fut cédé aux frères capucins pour qu'ils fondassent un couvent, qui fut le premier de la péninsule ibérique de l'ordre capucin. Ce premier couvent coexistait avec le couvent de Montcalvari, qui avait été fondé aussi en ces années-ci dehors les murailles de Barcelone. Au siège de 1714 pendant la Guerre de Succession d'Espagne le couvent fut occupé par l'armée, mais la plupart des capucins purent y rester pour faire les offices religieux, et le lieu fut respecté.
Le couvent de Sarrià fut donc le premier couvent des capucins en terres ibériques, et il disparut le 1835 avec la confiscation des biens de l'Église pendant le Désamortissement espagnol. Leurs terrains furent acquis par l'italien Enrico Sisley. Ils lui furent donnés d'une façon très douteuse et sans explication logique.

### Restauration
Après quelques années et après quelques essais de récupérer l'ancien couvent, la famille Ponsich de Sarrià donna les terrains actuels. On commença à y bâtir un nouveau couvent en 1887. Depuis 1900, le couvent devint le siège de la curie provinciale et maison des études. Il devint aussi un foyer de rayonnement intellectuel, très visité pas des intellectuels catalans importants du commencement du XXe siècle, comme Josep Carner, Carles Riba, Jaume Bofill i Mates, Francesc Pujols et Francesc Cambó. Le couvent fut un centre important aussi d'études bibliques, avec des personnalités telles que les Pères Antoni M. de Barcelone ou Marc de Castellví. le frère Miquel d'Esplugues fut président de la Fondation biblique catalane, de laquelle, entre d'autres travaux, on doit souligner la version en catalan des textes originels, qui était presque contemporaine de l'autre version catalane, celle de Montserrat du père Bonaventura Ubach. Cette tradition des études bibliques a continué jusqu'à nos jours, avec des érudits comme Frederic Raurell, Enric Cortès ou Jordi Cervera.
Miquel d'Esplugues fonda aussi et dirigea la revue Estudios Franciscanos en 1907, qui est encore publiée, après une interruption due à la Guerre Civile Espagnole. Il fonda aussi en 1925 la première revue catalane de philosophie, Criterion (1925-1936).

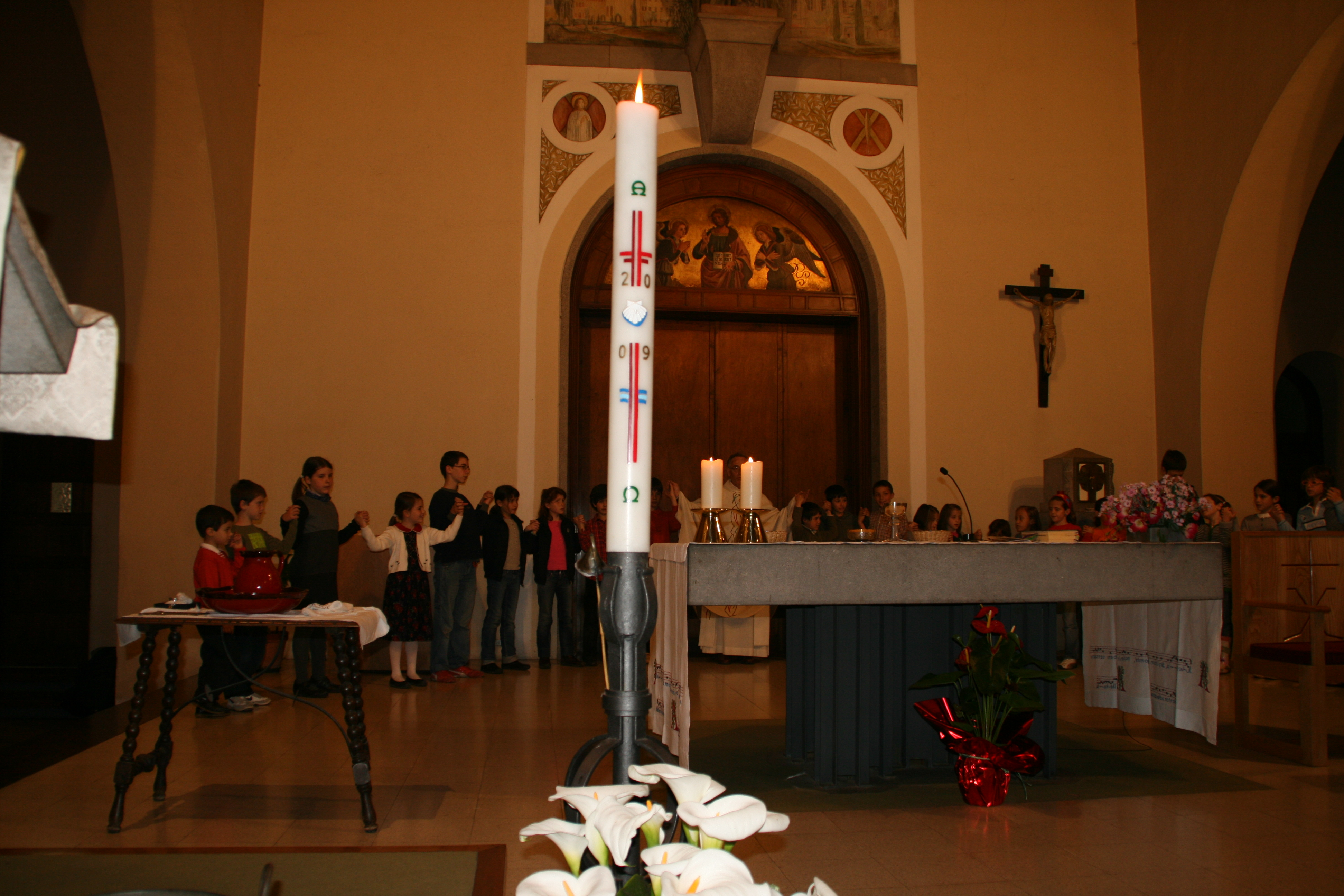
Intérieur de l'église des Capucins de Sarrià

En 1936, le couvent fut brûlé et mis à sac par des milices anarchistes, mais des voisins aidèrent à sauver une partie de la bibliothèque. En 1939, on commença la restauration, sous la direction de l'architecte Pere Benavent. La revue Estudios Franciscanos  fut à nouveau publiée dès 1948. Basili de Rubí en fut le premier rédacteur en chef après ce nouveau début. Après la Guerre civile, on publia aussi Criterion, mais comme une collection de sujets philosophiques et religieux, en 1959. Basili de Rubí en fut le premier directeur, et après, Àlvar Maduell. La collection devait devenir en principe une revue, mais les lois de presse du ministre franquiste Manuel Fraga Iribarne ne permirent pas cela, et la revue ferma en 1969.
Pendant les années cinquante du XXe siècle, et par initiative du père Basili de Rubí, l'association Franciscalia naquit. C'était une association avec autorisation canonique pour la spiritualité et la culture. Elle avait des collaborateurs laïques importants comme Roc Llorens, Josep Maria Piñol, Jordi Maragall ou Tomás Carreras Artau, entre autres.
En 1966, le couvent accueillit une rencontre d'étudiants, connu comme la Caputxinada, où eut lieu l'assemblée constitutive du Sindicat Democràtic d'Estudiants de la Universitat de Barcelona (SDEUB - Sindicat Démocratique des Étudiants de l'Université de Barcelone). La police entoura le couvent pendant trois jours, ce qui généra un grand soutien populaire et eut même des répercussions internationales.
Sous l'autel d'une chapelle, dans une urne, il y a les dépouilles mortelles de neuf des vingt-six martyrs capucins du commencement de la Guerre civile espagnole. Ils furent béatifiés le 21 novembre 2015 à la cathédrale de Barcelone. Les dépouilles mortelles des autres n'ont été pas trouvées.
Actuellement, le couvent de Sarrià est le siège du Musée ethnographique des Missions, de la Bibliothèque Hispano-Capucine et des Archives provinciales des Capucins de la Catalogne et des Îles Baléares, entre autres. En 2006, le couvent a reçu la médaille d'honneur de Barcelone.

## Capucins illustres

### Missionnaires
- Josep Busquets i Quintana
- Camil Plàcid Crous i Salichs
- Maties Solà i Farell
- Francesc Xavier Vilà i Mateu

### Philosophe
- Miquel d'Esplugues
- Jordi Llimona i Barret

### Historiens
- Basili de Rubí
- Nolasc del Molar
- Martí de Barcelona
- Valentí Serra de Manresa

### Théologiens
- Joan Botam i Casals
- Esteve Blanch i Busquets

### Biblistes
- Antoni Maria de Barcelona.
- Marc de Castellví.
- Frederic Raurell.
- Enric Cortès.
- Jordi Cervera.

## Publications
- Estudis Franciscans (Études Franciscains). C'est une revue d'études ecclésiastiques et franciscains fondée, avec des finalités apologétiques, par Miquel d'Esplugues en 1907. Elle cessa d'être publiée en 1936 et fut nouvellement publiée en 1948. Actuellement, c'est la revue scientifique de recherche de toutes les provinces capucines de l'Espagne et du Portugal. Elle publie des articles en toutes les langues parlées à la Péninsule Ibérique.
- Catalunya Franciscana (Catalogne Franciscaine). Cette revue naquit l'année 1926 pour le Tiers-Ordre franciscain. Le directeur actuel est Josep Manuel Vallejo.